# 1936 în literatură
- 1935 în literatură — 1936 în literatură — 1937 în literatură

Anul 1936 în literatură a implicat o serie de evenimente și cărți noi semnificative.

## Cărți noi
- Eric Ambler - The Dark Frontier
- Henry Bellamann - The Gray Man Walks
- Gottfried Benn - The Trainee Man
- Arna Wendell Bontemps - Black Thunder
- Elizabeth Bowen - The House in Paris
- Carol Ryrie Brink - Caddie Woodlawn
- Edgar Rice Burroughs - Tarzan's Quest
- James M. Cain - Double Indemnity
- Morley Callaghan - Now that April's Here and Other Stories
- Karel Čapek - War with the Newts
- John Dickson Carr
  - The Arabian Nights Murder
  - The Punch and Judy Murders (sub numele Carter Dickson)
- Willa Cather - Not Under Forty
- Louis-Ferdinand Céline - Death on the Installment Plan
- Agatha Christie
  - The A.B.C. Murders
  - Murder in Mesopotamia
  - Cards on the Table
- Robert P. Tristram Coffin - John Dawn
- John Dos Passos - The Big Money
- William Pène du Bois - Otto at Sea
- Daphne du Maurier - Jamaica Inn
- Walter D. Edmonds - Drums Along the Mohawk
- Mircea Eliade - Domnișoara Christina
- William Faulkner - Absalom, Absalom!
- Margaret Flint -  The Old Ashburn Place Arhivat în 7 octombrie 2011, la Wayback Machine.
- Aldous Huxley - Eyeless in Gaza
- Winifred Holtby - South Riding
- Arthur Joseph - Dark Metropolis
- Jonathan Latimer - The Lady in the Morgue
- Andrew Lytle - The Long Night
- Margaret Mitchell - Gone with the Wind
- John A. Moroso - Nobody's Buddy
- Ellery Queen - Halfway House
- Ayn Rand - We the Living
- Arthur Ransome - Pigeon Post
- Israel Joshua Singer - The Brothers Ashkenazi
- John Steinbeck - In Dubious Battle
- Rex Stout - The Rubber Band
- Phoebe Atwood Taylor
  - The Crimson Patch
  - Out of Order
- S. S. Van Dine - The Kidnap Murder Case
- Ethel Lina White - The Wheel Spins

## Non-ficțiune
- John Dickson Carr - The Murder of Sir Edmund Godfrey
- Carl Gustav Jung - The Idea of Redemption in Alchemy.
- John Maynard Keynes -The General Theory of Employment, Interest, and Money
- C. S. Lewis - The Allegory of Love
- Edwin Muir - Scott and Scotland
- Olavi Paavolainen - Kolmannen valtakunnan vieraana

## Nașteri
- 15 mai: Mihai Rădulescu, scriitor român de beletristică și istoric

## Premii
- Premiul Nobel pentru Literatură: Eugene Gladstone O'Neill